# Guido Valerio
Guido Valerio (Milano, 16 febbraio 1876 – Gironico, 31 marzo 1943) è stato un calciatore italiano, di ruolo centrocampista.

## Carriera
Socio fondatore del Milan, giocò nella prima stagione assoluta nella storia del club, disputando la semifinale del campionato del 1900 contro il Torinese.
Risulta nella rosa della squadra anche nel 1902.
Rimasto tra i rossoneri come dirigente, era il padre di Lucia Valerio, famosa tennista vincitrice degli Internazionali d'Italia nel 1930.

## Palmarès

### Calciatore

#### Club

##### Altre Competizioni
- Medaglia del Re: 2

Milan: 1900, 1901